# Turkpidya
Turkpidya es la primera enciclopedia en línea dedicada a Turquía y las naciones turcófonas, fundada en junio de 2020 por Abdullah Habib. La plataforma brinda información sobre una amplia gama de temas vinculados con Turquía, abarcando su cultura, historia y economía.

## Desarrollo y características
Turkpidya fue creada a mediados del 2020 por Abdullah Habib, estudiante de la Universidad Técnica de Eskisehir. Habib, quien tiene raíces egipcias y turcas, estableció la plataforma inspirándose en su propia herencia cultural.
Turkpidya se lanzó inicialmente en turco, árabe, inglés y alemán. Actualmente, la plataforma ofrece contenido en 23 idiomas y tiene como objetivo proporcionar información sobre Turquía y las demás naciones de habla turca.
Turkpidya ha manifestado su intención de alinearse con el 11º Plan de Desarrollo de Turquía, buscando establecer asociaciones con el Ministerio de Asuntos Exteriores de Turquía, el Ministerio de Cultura y Turismo, y el Ministerio de Comercio. 
El equipo de Turkpidya, compuesto actualmente por varios miembros, traductores y voluntarios de todo el mundo, genera contenido sobre una amplia gama de temas. 

### Crecimiento
En 2020, el fundador de Turkpidya declaró que cuentan con 200 artículos que, en conjunto, suman aproximadamente un total de 150 mil palabras escritas.
A comienzos de 2023, en promedio, se leen 100,000 palabras cada día en el sitio.[cita requerida]

## Expandirse a otras naciones turcas
Los planes de crecimiento de Turkpidya incluyen extender su cobertura más allá de Turquía para incluir otras naciones turcoparlantes. La expansión, tal como la ha planeado la enciclopedia, contempla agregar información sobre las distintas culturas, historias y economías de los estados túrquicos, incluyendo naciones como Kazajistán y Azerbaiyán. 